# Lepidagathis thymifolia
Lepidagathis thymifolia är en akantusväxtart som beskrevs av Colett. och Hemsl.. Lepidagathis thymifolia ingår i släktet Lepidagathis och familjen akantusväxter. Inga underarter finns listade i Catalogue of Life.